# Leioscyphus
Leioscyphus es un género de musgos hepáticas perteneciente a la familia Geocalycaceae. Comprende 18 especies descritas y de estas, solo 8 aceptadas.

## Taxonomía
El género fue descrito por William Mitten  y publicado en Flora Novae-Zelandiae 2: 134. 1854.

## Especies aceptadas
A continuación se brinda un listado de las especies del género Leioscyphus aceptadas hasta marzo de 2015, ordenadas alfabéticamente. Para cada una se indica el nombre binomial seguido del autor, abreviado según las convenciones y usos.	
- Leioscyphus campanulatus Steph.
- Leioscyphus gottscheanus (Lindenb. ex Lehm.) Stephani
- Leioscyphus liebmannianus (Lindenb. & Gottsche) Gottsche
- Leioscyphus obcordatus Spruce
- Leioscyphus schizostomus Spruce
- Leioscyphus taylorii (Hook.) Mitt.
- Leioscyphus turgescens (Hook. f. & Taylor) Mitt.
- Leioscyphus verrucosus (Lindb.) Stephani